# Thaiderces vulgaris
Espèce
Synonymes
- Psiloderces vulgaris Deeleman-Reinhold, 1995

Thaiderces vulgaris est une espèce d'araignées aranéomorphes de la famille des Psilodercidae.

## Distribution
Cette espèce est endémique de la province de Nakhon Nayok en Thaïlande,.

## Description
La carapace du mâle holotype mesure 0,7 mm de long sur 0,6 mm et l'abdomen 1,0 mm et la carapace de la femelle paratype mesure 0,9 mm de long sur 0,8 mm et l'abdomen 1,0 mm.

## Publication originale
- Deeleman-Reinhold, 1995 : The Ochyroceratidae of the Indo-Pacific region (Araneae). The Raffles Bulletin of Zoology Supplement, no 2, p. 1-103 (texte intégral).